# Leistungsklasse A 2000/01
Die Saison 2000/2001 der Leistungsklasse A war die 12. Austragung der höchsten Spielklasse im Schweizer Fraueneishockey und zugleich die 15. Schweizer Meisterschaft. Den Titel gewann zum ersten Mal in der Vereinsgeschichte der SC Reinach.
Die erste Saisonhälfte dominierte der DHC Lyss, doch nach dem Jahreswechsel spielte sich der SC Reinach an die Spitze. Massgeblichen Anteil an dem ersten Meistertitel des Clubs hatten die drei Nordamerikanerinnen im Team, für Trainer Toni Neuenschwander war es der zweite Titel nach 1994 mit dem DHC Langenthal. Der EV Zug stieg nach zehn Jahren in der höchsten Spielklasse in die Leistungsklasse B ab.

## Tabelle
Abkürzungen:S = Siege, U= Unentschieden, N = Niederlagen
| Rang | Verein                | Spiele | S  | U | N  | Tore    | Punkte |
| ---- | --------------------- | ------ | -- | - | -- | ------- | ------ |
| 1.   | SC Reinach            | 20     | 17 | 1 | 2  | 109:033 | 35     |
| 2.   | DHC Lyss              | 20     | 13 | 3 | 4  | 073:040 | 29     |
| 3.   | EHC Illnau-Effretikon | 20     | 12 | 1 | 7  | 083:057 | 25     |
| 4.   | DSC St. Gallen        | 20     | 9  | 1 | 10 | 069:065 | 19     |
| 5.   | HC Lugano             | 20     | 4  | 2 | 14 | 047:101 | 10     |
| 6.   | EV Zug                | 20     | 1  | 0 | 19 | 028:113 | 2      |

## Kader des Schweizer Meisters
| Schweizer Meister SC Reinach | Torhüter: Riitta Schäublin, Sarina Köppel Verteidiger: Prisca Mosimann, Sonja Christen, Helga Schneiter, Evelyn Bieri, Fränzi Horisberger, Rebecca Eichenberger Angreifer: Janine Affentranger, Melanie Häfliger, Rebekka Müller, Amanda Pfeiffer, Carly Regnier, Colette Bredin, Claudia Riechsteiner, Anita Steinmann, Kienle Cheftrainer: Toni Neuenschwander |

## Beste Scorer
Quelle: frauenhockey.ch; Fett: Bestwert
| Spieler         | Mannschaft            | Tore | Assists | Punkte |
| --------------- | --------------------- | ---- | ------- | ------ |
| Colette Bredin  | SC Reinach            | 27   | 12      | 39     |
| Jeanette Marty  | DHC Lyss              | 27   | 11      | 38     |
| Amanda Pfeiffer | SC Reinach            | 19   | 12      | 31     |
| Susan Huculak   | EHC Illnau-Effretikon | 13   | 16      | 29     |
| Carly Regnier   | SC Reinach            | 10   | 16      | 26     |
| Claudia Ortelli | St. Gallen            | 15   | 7       | 22     |
| Sandra Cattaneo | EHC Illnau-Effretikon | 11   | 9       | 20     |
| Anja Wieland    | HC Lugano             | 10   | 10      | 20     |
| Rachel Wild     | St. Gallen            | 9    | 10      | 19     |
| Prisca Mosimann | SC Reinach            | 12   | 6       | 18     |